# ويليام سميث (مدرب كرة قدم)
ويليام سميث (بالإنجليزية: W. J. Smith)‏ (و. م) هو مدرب كرة قدم، ولاعب كرة قدم بريطاني.